# 5th Avenue (Broadway Line)
5th Avenue is een station van de metro van New York aan de Broadway Line. Het station ligt in Manhattan op de kruising van Fifth Avenue en 59th street. Het metrostation is te betreden via zeven bovengrondse ingangen.
Metro's van de lijnen N, R en W stoppen bij 5th Avenue. Metro's van lijn W rijden echter niet in het weekeinde en metro's van lijn R niet in de nacht. Bij het metrostation in de buurt bevinden zich daarnaast nog bushaltes van de buslijnen M1, M2, M3, M4, M5 en Q32.

## Geschiedenis
5th Avenue werd geopend op 1 september 1919 en was samen met het metrostation Lexington Avenue/59th Street onderdeel van een verlenging van de Broadway Line. De verlenging had als doel Manhattan direct met Coney Island te verbinden. Door de uitbreiding werd 5th Avenue het eindstation van de metrolijn. Bij de opening was het metrostation te betreden via vier ingangen: voor de Metropolitan Club, voor de Union Trust Company Building, voor het Plaza Hotel en aan de noordelijke zijde van 59th Street bij de zuidkant van Central Park.
Sinds 1997 bevinden zich op verschillende plekken in 5th Avenue glasmozaïeken, die zijn gemaakt door Ann Schaumburger. Dit kunstwerk draagt de naam Urban Oasis en de mozaïeken zijn gebaseerd op foto's, die Schaumburger van standbeelden van dieren en dieren in Central Park Zoo had gemaakt.

## Reizigers
In 2014 werd 5th Avenue gebruikt door ongeveer 6,15 miljoen reizigers en het stond daarmee op de 71e plaats van drukste metrostations van de metro van New York. In de onderstaande tabel staan de reizigersaantallen van voorgaande jaren:
| Jaar | Aantal reizigers |
| ---- | ---------------- |
| 2007 | 5.589.873        |
| 2008 | 5.865.430        |
| 2009 | 5.582.248        |
| 2010 | 5.770.964        |
| 2011 | 5.893.657        |
| 2012 | 5.941.836        |
| 2013 | 5.927.685        |
| 2014 | 6.155.019        |

Van noord naar zuid:
Ditmars Boulevard-Astoria · 
Astoria Boulevard · 
30th Avenue · 
Broadway · 
36th Avenue · 
39th Avenue · 
Queensboro Plaza · 
Lexington Avenue/59th Street · 
5th Avenue · 
57th Street · 
49th Street · 
Times Square-42nd Street · 
34th Street-Herald Square · 
28th Street · 
23rd Street · 
14th Street-Union Square · 
Eighth Street-New York University · 
Prince Street · 
Canal Street · 
City Hall* · 
Cortlandt Street* · 
Rector Street* · 
Whitehall Street-South Ferry* · 
Court Street-Borough Hall* · 
Jay Street-MetroTech* · 
DeKalb Avenue · 
Canal Street · 
Atlantic Avenue - Pacific Street · 
Union Street · 
Ninth Street · 
Prospect Avenue · 
25th Street · 
36th Street · 
45th Street · 
53rd Street · 
59th Street · 
Eighth Avenue · 
Fort Hamilton Parkway · 
New Utrecht Avenue · 
18th Avenue · 
20th Avenue · 
Bay Parkway · 
Kings Highway · 
Avenue U · 
86th Street · 
Coney Island-Stillwell Avenue
* alleen 's nachts als vervanging voor Lijn R
Van noord naar zuid:
Forest Hills-71st Avenue · 
67th Avenue · 
63rd Drive-Rego Park · 
Woodhaven Boulevard · 
Grand Avenue-Newtown · 
Elmhurst Avenue · 
Jackson Heights-Roosevelt Avenue · 
65th Street · 
Northern Boulevard · 
46th Street · 
Steinway Street · 
36th Street · 
Queens Plaza · 
Lexington Avenue/59th Street · 
5th Avenue · 
57th Street · 
49th Street · 
Times Square-42nd Street · 
34th Street-Herald Square · 
28th Street · 
23rd Street · 
14th Street-Union Square · 
Eighth Street-New York University · 
Prince Street · 
Canal Street · 
City Hall · 
Cortlandt Street · 
Rector Street · 
Whitehall Street-South Ferry · 
Court Street-Borough Hall · 
Jay Street-MetroTech · 
DeKalb Avenue · 
Atlantic Avenue - Pacific Street · 
Union Street · 
Ninth Street · 
Prospect Avenue · 
25th Street · 
36th Street · 
45th Street · 
53rd Street · 
59th Street · 
Bay Ridge Avenue · 
77th Street · 
86th Street · 
Bay Ridge-95th Street